# 네스토르 (신화)

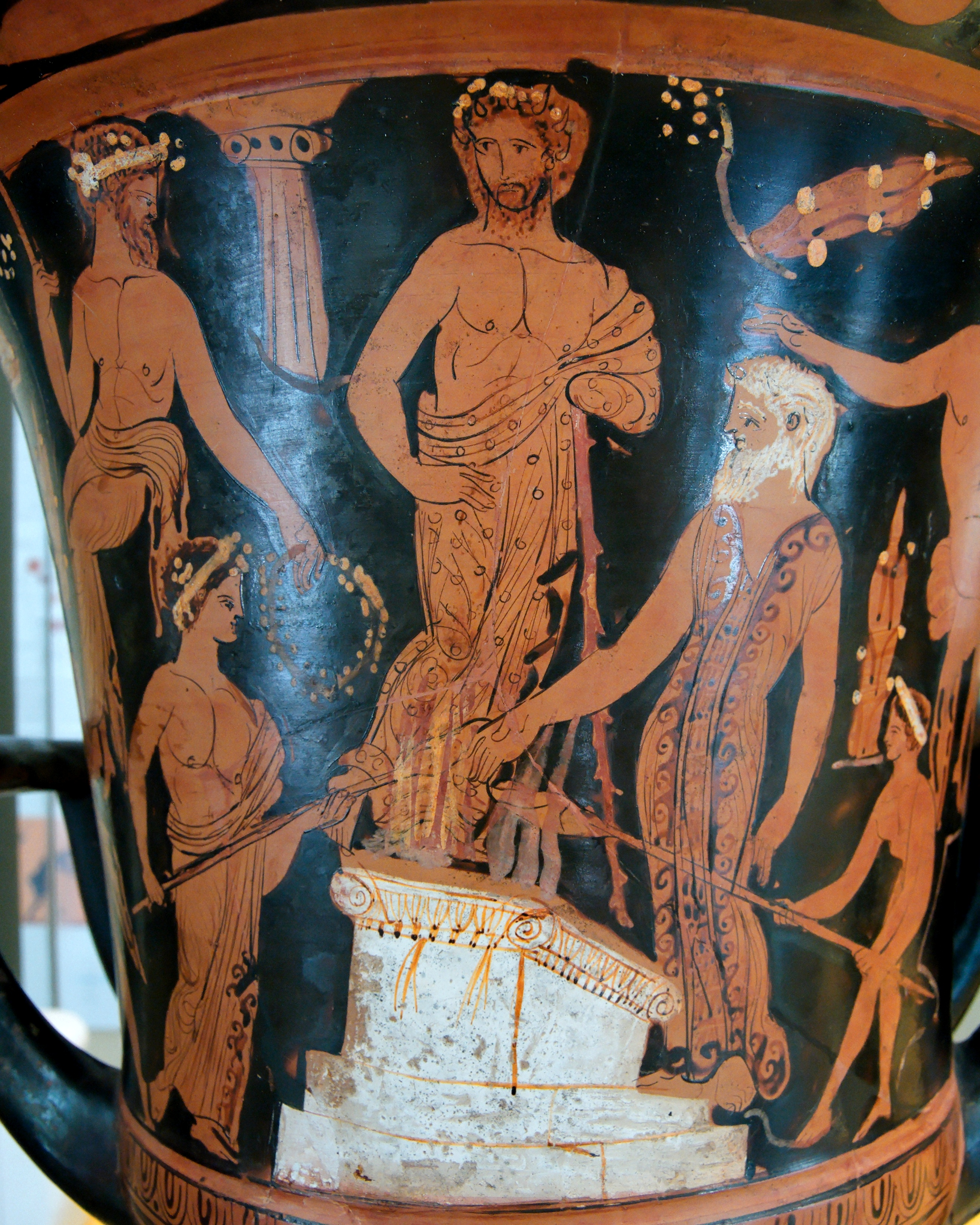
네스토르와 아들들이 필로스의 해변에서 포세이돈에게 제물을 바치고 있음. 기원전 400-380년경. 그리스 도자기.

네스토르(그리스어: Νέστωρ)는 그리스 신화에 등장하는 인물로 필로스의 왕이었다. 그의 아버지는 넬레우스이며 어머니는 클로리스이다. 그는 매우 장수(長壽) 한 것으로 유명하며 그의 오랜 삶에서 그리스 신화에 나오는 유명한 모험들을 차례로 경험하였다.

## 네스토르의 여러 모험
네스토르는 넬레우스와 아무비온의 딸 클로리스 사이에 태어난 12명의 아들 중 하나이다. 헤라클레스가 필로스를 습격하여 넬레우스와 그의 형제를 죽일 때 그는 게레니아에 가 있었기 때문에 헤라클레스로부터 죽음을 면했다. 게레니아에서 그는 아버지의 뒤를 이어 필로스의 왕이 되었다.
이아손의 황금 양모 원정대의 일원으로 원정에 참가하였고 칼리돈에서의 멧돼지 사냥에도 참여하였다. 또한 라피타이인들과 켄타우로스 사이에서 벌어진 결혼식 피로연에서의 싸움의 현장에도 있었다.
네스토르는 아들 안틸로코스와 트라시메데스와 함께 트로이 전쟁에도 90척의 배와 함께 필로스 군을 이끌고 참가하는데 이때 나이가 이미 110세 이상되었을 것으로 추정된다. 그런 그는 노익장에도 불구하고 여전히 훌륭한 전사였으며 특히 훌륭한 언변과 말솜씨로도 유명했다. 네스토르는 아가멤논과 아킬레우스의 불화를 중재하고 젊은 영웅들에게 조언을 해주는 현명한 조언자로 묘사된다. 그는 고령의 나이로 직접 전투에 참가하지는 않았지만 황금 투구를 쓰고 직접 전차를 몰고 필로스 군을 지휘했으며 그의 전차를 모는 말 하나가 파리스의 화살에 맞아 죽기도 했다. 파트로클로스의 죽음을 추모하는 장례경지에서 아들 안틸로코스가 전차 경주에서 이길 수 있도록 조언하기도 했다. 안틸로코스는 나중에 멤논에게 죽임을 당한다.
트로이 전쟁이 끝나고 네스토르는 무사히 고향 필로스로 돌아왔다. 오디세우스의 아들 텔레마코스가 아버지 오딧세우스의 운명에 대해 물으러 네스토르를 찾아왔을 때 네스토르는 그를 극진히 대접하고 보살펴 주었다. 네스토르의 아내 에우리디케와 그의 다른 자식들은 모두 호메로스의 오디세이아에도 나온다.

## 자식들
그는 에우리디케 (혹은 아나크시비아) 와의 사이에서 여러명의 자식을 두었는데 다음과 같다.
- 아들
  - 페르세우스[3]
  - 페이시스트라토스
  - 안틸로코스
  - 트라시메데스
  - 스트라티코스
  - 아레토스
  - 에케프론
- 딸
  - 피시디케
  - 폴리카스테

## 발굴과 기타
20세기에 들어서 필로스에서 대규모 와인 저장고가 발견되었는데 이 유적이 바로 넬레우스 왕의 소유라고 밝혀졌다. 이 유적지에서 와인저장고는 약 1,250 갤론의 포도주를 저장할 수 있는 것으로 추정되며 그리스의 큰 항아리 도자기인 피토이의 단편들도 발굴되었다.
제임스 조이스의 율리시스에서 디시(Deasy)라는 인물이 바로 이 네스토르를 상징한다.